# Campionati europei di slittino 1951
I Campionati europei di slittino 1951 sono stati la 9ª edizione della competizione.
Si sono svolti a Igls, in Austria.

## Medagliere
| Pos.   | Nazione | Oro | Argento | Bronzo | Totale |
| ------ | ------- | --- | ------- | ------ | ------ |
| 1      | Austria | 3   | 3       | 3      | 9      |
| Totale | Totale  | 3   | 3       | 3      | 9      |

## Podi
| Evento            | Oro                          | Argento                    | Bronzo                       |
| Singolo Maschile  | Paul Aste                    | Wilhelm Lache              | Hermann Mayregger            |
| Doppio Maschile   | Hans Krausner Rudolf Peyfuss | Heinrich Isser Josef Isser | Norbert Steixner Adolf Hofer |
| Singolo Femminile | Karla Kienzl                 | Hilde Strum                | Maria Isser                  |